# سید کستل
سید کستل (انگلیسی: Sid Castle؛ ۱۲ مارس ۱۸۹۲ – ۲۷ ژانویه ۱۹۷۸) یک بازیکن فوتبال اهل بریتانیا بود.